# Coryphaeola eurodoce
Coryphaeola eurodoce är en fjärilsart som beskrevs av John Obadiah Westwood 1850. Coryphaeola eurodoce ingår i släktet Coryphaeola och familjen praktfjärilar. Inga underarter finns listade i Catalogue of Life.